# Нотографія
Нотографія, або бібліографія музична  (грец. biblio — книга і grapho — пишу, та від лат. nota — знак) — один із галузевих видів загальної (універсальної) бібліографії, що досліджує нотні документи та літературу з музичного мистецтва.
БІБЛІОГРА́ФІЯ МУЗИ́ЧНА — галузь бібліографічної діяльності, завданням якої є виявлення, відбір, опис, реєстрація та наукова систематизація інформації про музичні видання й рукописи. Результатом діяльності є спеціальні посібники (покажчики, огляди, списки, каталоги), в яких описані та систематизовані праці про музику (книги, журнали, статті тощо), нотний матеріал — у друкованому чи рукописному вигляді.
НОТОГРАФІЯ (опис змісту нотних видань чи складання відповідних покажчиків) вважається складовою частиною музичної бібліографії та відокремлюється від останньої лише умовно.

## Різновиди Нотографії
1. Спеціальна історична дисципліна, яка досліджує способи та методи складання й вивчення показників, списків, оглядів літератури з питань музичного мистецтва.
2. Музичне джерелознавство — посібники (огляди, показники, списки, каталоги тощо) опубліковані самостійно або в журналах чи книжкових додатках, які містять систематизовані відомості щодо робіт з музики (книги, журнали, рукописи  та ін.), а також власне музичні джерела (музичні твори, клавіри, партитури тощо).
3. Допоміжна галузь музикознавства, яка охоплює вузькі теми - про композиторів, опери, балети, інструменти, співаків, інструменталістів, диригентів, оркестри тощо.

## Становлення музичної бібліографії
Однією з перших спроб музичної бібліографії є список книг про музику в праці К. Ґеснера «Pandectarum sive Partitionum universalium... libri XXI» («Двадцять одна книга Пандект», 1548–1549). Спеціальні нотографічні праці з'явилися у XVIII ст. в Німеччині. Перші зразки  музичного бібліографічного опису та принципи класифікації матеріалу розробили І. Маттезон, Л. Міцлер, Я. Адлунґ. Термін «Бібліографія музична» у XVIII ст. ще не використовувався, вживалися назви: «музична критика», «музична бібліотека», «музична література». Вперше термін «Бібліографія музична» використав французький учений К. Ґардетон у праці «Bibliographie musicale de la France» («Музична бібліографія Франції», 1822).
У довіднику «The New Grove Dictionary of Music and Musicians» («Новий словник про музику і музикантів Ґрова») вказується, що перша публікація у галузі національної музичної бібліографії — виданий у Німеччині 1564, каталог «Messkataloge» (знищений у XVII ст.). Окремі видання такого типу виходили в Німеччині 1775 та 1779. З 1829 музичне видавництво Гофмейстера у Ляйпцизі випускало «Musikalisch-literarische Monatsberichte» («Щомісячні музично-літературні повідомлення»). У 1843 продовженням цього видання стала «Німецька музична бібліографія», яка вважається одним із найвизначніших європейських національних бібліографічних видань.
Значним досягненням музичної бібліографії була поява в XIX ст. персональних каталогів. Одним із кращих був складений Л. Кьохелем «Chronologisch-thematisches Verzeichnis saetlicher Tonwerke W. A. Mozarts» («Хронологічно-тематичний список творів В. А. Моцарта», Ляйпциґ, 1862). Універсальний характер має укладений у XIX ст. нотографічний покажчик Р. Ейтнера «Biographisch-bibliographisches Quellen-Lexikon der Musiker und Musikgehrten der christlichen Zeitrechnung bis zur Mitte des neunzehnten Jahrhunderts» («Біобібліографічний словник джерел відомостей про музикознавців християнського літочислення до середини 19 ст.», Ляйпциґ, 1900–1904). Окрім біобібліографічних відомостей, у ньому зазначено місце зберігання музичних творів у бібліотеках світу. Сучасний багатотомний нотний покажчик «Repertoire international des sources musicales» («Міжнародний репертуар музичних джерел») містить описи нотних матеріалів до 1800. Над складанням цього покажчика, що видається у серіях: абетковий перелік музичних творів, систематизація та покажчик музичних бібліотек, працює понад 1000 бібліотек різних країн світу.
Старовинна музика має відображення в покажчиках «Liturgical Musical Incunabula» («Інкунабули літургійної музики», Лондон, 1962) K. Мейєр-Бера, «Instrumental Music printed before 1600» («Інструментальна музика, надрукована до 1600», 1965) Г. Брауна, «Bibliotheca musicoliturgica» («Бібліотека музичної літургії», т. 1–2, Лондон, 1984) В. Фрера з описом середньовічних рукописів, що зберігаються у бібліотеках Великої Британії та Ірландії. У деяких країнах видаються спеціальні музичні бібліографічні журнали: в Австрії — «Österreichische Musikbibliographie» («Австрійська музична бібліографія», від 1949), в Італії — «Bolletino Bibliografico Musicale» («Музично-бібліографічний бюлетень», від 1931), у США — «Notes» («Нотатки», від 1934). ЮНЕСКО укладає «Repertoire International de la Litterature Musicale» («Міжнародний каталог музичної літератури»), у якому подається анотована бібліографія книг і статей про музику.

## Стан досліджень в Україні
Український дослідник М. Степаненко знайшов перший твір великої форми, написаний вітчизняним автором, — «6 Variations de Elisabeth Bellagradsky» («6 варіацій Елізабети Білоградської»). Розвиток музичної бібіліографії в Україні засвідчують короткі бібліографічні нотатки у літописах княжої доби, де згадується бібліотека при соборі св. Софії в Києві (1041), бібліотека князя Володимира Васильковича – «великого книжника і філософа». Збереглися каталоги монастирських бібліотекк від пізніших часів: Слуцького (XV ст.), Супрасльського (XVI ст.) монастирів, львівської Ставропігії (1619), списки Києво-Могилянської академії (XVII–XVIII ст.) тощо.
У музичному відділі НБУВ зберігаються рукописні каталоги музичної бібліотеки Розумовських, що є першим досконалим зразком вітчизняної музичної бібліографії в основі систематики – жанр камерно-інструментальної музики; до кожного твору вписаний інципіт. Каталоги, складені у 80-ті pp. XVIII ст. на теренах України невідомим автором, є унікальною пам'яткою світової нотної бібліографії. Бібліографічний опис рукописів нотолінійних ірмолоїв та нотних рукописів концертів XVII–XVIII ст., що зберігалися у Києво-Печерській лаврі, був виконаний М. Петровим і виданий у Москві 1896. Окремі видання з бібліографічними списками нової української музичної літератури з'являлися в Україні у XIX – поч. XX ст. Серед них – літературний альманах «Русалка Дністровая» (Будапешт, 1837), «Каталог музыкальных произведеній Н. В. Лысенка» (1896), покажчики М. Комарова: «Т. Г. Шевченко в литературе и искусстве» (О., 1903), «Бібліографічний покажчик музичної і літературної діяльності М. В. Лисенка» (1904).
Із відкриттям нотних видавництв і магазинів в Україні в 2-й пол. XIX ст. розпочалося друкування рекламних каталогів, що являли собою основне джерело інформації про нотні видання творів українських митців – М. Лисенка, М. Завадського, В. Присовського, А. Коципінського, К. Стеценка, Я. Степового та ін. Опублікований «Каталог нот Української книгарні» (К., 1910), «Каталог нот» (К., 1913). З'являються каталоги бібліотек, організованих у нотних магазинах із комерційною метою, зокрема «Каталог Одесской нотной библиотеки» (О., 1888), «Каталог музыкального отдела Харьковской общественной библиотеки» (Х., 1903). У 20х pp. XX ст. бібліографія набуває державного значення. Розроблення основних принципів створення всеохопної національної бібліографії – україніки – започаткував Ю. Меженко. Ці принципи стали основою усталеної концепції складання репертуару української книжки, зокрема баз даних музикальної україніки. Відтоді видаються різні за призначенням музичні бібліографічні покажчики, анотовані списки, каталоги: загальні (про музичне мистецтво, музичну культуру в окремий історичний період), тематичні (з історії та теорії музики, музичних жанрів, фольклору, виконавства, музичної педагогіки), персональні (твори одного композитора, репертуар виконавця, про композитора, музикознавця, педагога, фольклориста), поточні та ретроспективні.
Деякі загальні бібліографічні покажчики, що висвітлюють певні періоди розвитку української культури, мають окремі розділи про музичне мистецтво, зокрема покажчик «Українська радянська культура за 40 років. 1917–57» (К., 1957). Цілком музичному мистецтву присвячені бібліографічні покажчики «Музична література УРСР. 1917–1965» (Х., 1966), «Музичні видання України. 1966–71» (К., 1977; 1981), «Радянська музика» (К., 1978) В. Бакалінської. Книжкова палата України відновила випуск інформаційного бюлетеню «Нові видання України: Видавничий бібліографічний покажчик книг та брошур», де є розділ культури і мистецтва. Стислі відомості про українське музичне мистецтво та його діячів подано у  всесоюзних енциклопедіях, довідниках, словниках. Інформація персонального спрямування міститься у відомчих довідниках московського видавництва «Советские композиторы» (1957), «Советские композиторы и музыковеды» (три з чотирьох томів вийшли у 1978, 1981, 1989), 4-томник «Кто писал о музыке: Библиографический словарь музыкальных критиков и лиц, писавших о музыке в дореволюционной России и СССР» (1971–89) та ін.
Видання такої літератури в Україні наражалося на труднощі. У машинописі залишилися словник В. Кривусева і П. Козицького (1919) та довідкова праця М. Грінченка; довідник «Українські радянські композитори» (Х., 1934) О. Білокопитова було вилучено з обігу. Створене у 60-ті pp. потужне респективне видавництво «Музична Україна» запланувало випуск поточних довідників СКУ, але тиражування 1-го (1963) було заборонене; після виходу оновлюваних збірок (1968, 1973) та російськомовних (1978, 1984) їх видання припинилося.
Недоліком музичних бібліографічних видань радянського періоду в умовах ідеологічної цензури була обмеженість і упередженість стосовно «небажаних» імен, творів, жанрів. Не було висвітлено духовну музику, творчість репресованих авторів та композиторів діаспори. Ці прогалини заповнювали праці, створені за межами України: довідники «Українські композитори» (Едмонтон, 1986) М. Дитиняк, «Матеріали до бібліографії та історії української музики» (Мюнхен, 1947– 61) З. Лиська тощо. На основі узагальнення наявних відомостей видавництво «Музична Україна» підготувало довідник «Українські композитори XVI–XX ст.» із додатком «Композитори світу в їх зв'язках з Україною». Певне місце в українській музичній бібліографії належить персональним покажчикам, зокрема «Покажчик музичних творів до слів та на твори Тараса Шевченка» (1929) Я. Полфьорова, «Каталог музичних творів українських радянських композиторів на слова і за мотивами поезії Т. Г. Шевченка» (1964), «Список творів українських радянських композиторів на слова і сюжети Лесі Українки» (1970; усі – Київ). Низка покажчиків присвячених композиторам і виконавцям: «Олександр Мишуга – співак» (Л., 1964) С. Костюка, «Композитор Євген Козак: Матеріали до нотографії та бібліографії» (Л., 1974).
У теоретичних працях українських дослідників подано тематичні бібліографічні списки. Серед них — списки у книгах Д. Ревуцького «Українські думи та пісні історичні» (К., 1918), М. Грінченка «Історія української музики» (К., 1922), Б. Кудрика «Огляд історії української церковної музики» (Л., 1995), Л. Корній «Історія української музики» (К., 1996). Деякі дослідження присвячені бібліографічному опису рідкісних документів української музичної культури, зокрема «Київська колекція партесних творів кінця XVII–XVIII ст.» (К., 1989) Н. Герасимової-Персидської, «Українські та білоруські, нотолінійні ірмолої XVI–XVII ст.» (Л., 1996) Ю. Ясиновського. У «Записках НТШ. Праці Музикознавчої комісії» (Л., 1993, т. 226) вміщено матеріали до бібліографічного словника П. Медведика; про композиторську спадщину Н. Нижанківського, І. Соневицького; зарубіжні публікації, присвячені М. Лисенку, Р. Савицькому та ін.